# Новикова, Дарья Михайловна
Дарья Михайловна Новикова (30 октября 1987, Тюмень) — российская биатлонистка, чемпионка и призёр чемпионата России. Мастер спорта России.

## Биография
Занималась биатлоном с 2001 года, первый тренер — Михаил Семёнович Новиков. Выступала за Тюменскую область, позднее — за Красноярский край и «Академию биатлона», тренеры — Леонид Александрович Гурьев, Евгений Анатольевич Пылев (в Тюмени), Николай Николаевич Козлов (в Красноярске).
Входила в состав молодёжной сборной России, но в крупных международных соревнованиях не участвовала.
На чемпионатах России становилась чемпионкой в 2012 году в патрульной гонке, серебряным призёром в 2012 году в эстафете и в 2014 году в смешанной эстафете, бронзовым призёром в 2010 и 2013 годах в командной гонке. Серебряный призёр чемпионата России по летнему биатлону в эстафете (2010).
Становилась победительницей этапов Кубка России, в том числе в феврале 2012 года одержала победу первых в истории соревнованиях на олимпийской трассе в Сочи.
Окончила Тюменский государственный университет, институт физической культуры.